# Maria Manuel Dias da Mota
Maria Manuel Dias da Mota (Vilanova de Gaia, 27 d'abril de 1971) és una científica portuguesa especialitzada en malària.

## Trajectòria
Es va graduar en biologia per la Universitat de Porto el 1992. El 1994 va completar el màster en immunologia i el 1998 es va doctorar en parasitologia molecular, defensant la seva tesi Molecular Parasitology al University College London (Regne Unit). Realitza activitats acadèmiques a l’Institut de Medicina Molecular (IMM) com a investigadora principal a la Unitat de Malària. Des del 2005, és professora visitant a la Facultat de Medicina de la Universitat de Lisboa. Durant la pandèmia de la malaltia COVID-19 va desenvolupar proves de PCR fabricades a Portugal per a la detecció de coronavirus en persones. És presidenta de l'Associação Viver a Ciência.